# جزيرة ديفون
جزيرة ديفون ثاني أكبر جزيرة في أرخبيل جزر الملكة اليزابيت بأقصى الشمال، في نونافوت، كندا. 
تعد أكبر جزيرة غير ماهولة في العالم، مساحتها حوالي.55.247 km²، بسبب ارتفاعها، لا يقطن الجزيرة سوى عدد قليل من حيوان ثور المسك.
يسعى العلماء إلى إجراء دراسات حول السطح وكل ما يتعلق بالحياة فوق جزيرة ديفون، وبالتحديد فإن هذه الدراسات تتم في منطقة تحيط بفوهة بركان قديم فوق الجزيرة يعرف باسم بركان «هوتن»، وهذا الموقع بالذات يمثل المنطقة التي يصفها العلماء بأنها قطعة من الكوكب الأحمر (المريخ). تم بناء محطة أبحاث فوق الجزيرة الكندية تعرف باسم «فلاش لاين» أو خط الضوء، وهو الاسم الذي تحمله إحدى كبريات شركات تصنيع «السوفت وير» الأمريكية، والتي تبرعت لبناء المحطة بمبلغ 175 ألف دولار.